# Kongernes Dal
Kongernes Dal, eller Wadi el-Muluk på arabisk, er en dal i Egypten, hvor gravene for faraoerne i Det nye rige blev bygget. Dalen ligger ved Nilens vestlige bred overfor fortidens Theben (nutidens Luxor). Dalen er inddelt i en vestlig og en østlig del med de vigtigste grave i den østlige dal.
Kongernes Dal blev brugt som gravplads fra ca. 1539 f.Kr. til 1075 f.Kr. og indeholder 63 grave.
Dalen er især berømt for sine mange grave der tilhører de mest betydningsfulde faraoer, og at gravene er så godt velbevaret.
I dalen er faraoer som Seti I, og Ramses II begravet, hvis begge grave er udsmykket med Egyptisk maling, Hieroglyffer og offergaver.
Desværre er gravene blevet udsat for gravtyve der har berøvet gravene for alt med værdi, som f.eks deres gyldne ædelsdele, skulpturer og deres sarkofag.

## Tutankhamon
Den 26. november 1922 blev der gjort et stort fund.
Howard Carter fandt Tutankhamons grav (KV62).

## Gravpositioner
Kort over gravene i Kongernes Dal.